# Албански злочини у Југославији у Другом светском рату
Након завршетка Априлског рата и окупације Краљевине Југославије извршена је њена подела између држава Сила осовина, учесницама у агресији Немачке, Италије, Мађарске, Бугарске и клијентских режима. Косово и Метохија је припало Италији, која је га је припојила Албанији, и тако формирала протекторат “Велика Албанија”.
Најзначајније квислиншке албанске оружане формације које су вршиле злочине су биле: вулнетари-добровољци, жандармерија, милиција, Kосовски пук, батаљон 2. Призренске лиге, албански припадници 13. СС дивизије "Ханџар", припадници 21. СС дивизије "Скендербег", припадници немачке шуц-полиције и немачких обавештајних служби, и балисти који су извршили највише злочина у последњим годинама окупације Југославије и Другог светског рата.
Уједињење Косова, Метохије, Дебра, Струге, Улциња, Тузи, Плава и Гусиња са Албанијом спроведено је према концепту етничке и територијалне Албаније на програмских основама Прве призренске лиге из 1878. године. У условима окупације Метохија, већи део Косова, са источним подручјима Црне Горе и део западне Македоније, прикључени су италијанском протекторату “Велика Албанија” сачињеном од 14 префектура (округа). Прикључени делови југословенске територије организовани су у четири префектуре (призренска, приштинска, дебарска и пећка).
Немачкој окупационој зони, као делу Србије под немачком окупационом управом припали су косовскомитровачки, вучитрнски, новопазарски и лапски срез. Немци су ову територију, као саставном делу Србије под њиховом влашћу, препустили од маја 1941. Комесарској управи, а затим од августа 1941. Влади народног спаса. Бугарској су припали део гњиланског среза северно од Пасјана, Витина, Качаник и Сиринићка жупа.

## Почетак окупације
Окупатор је, одмах на почетку, на сваки начин привилеговао албанско становништво, форсирајући албански језик, школе и националне симболе, дозволио им ношење оружја, избор својих чиновника. Насељеници, који су почели да се насељавају на Косово и Метохију од балканских ратова, а нарочито од 1918, нашли су се под ударом прогона, пљачке имовине, одузимања земље, паљења кућа. Десетине хиљада насељеника и другог српског становништва склањало се у Србију и Црну Гору, прелазећи под притиском Ибар и Проклетије. Са Косова и Метохије је, у том периоду, прогнано око 70.000 Срба.
Већ у Априлском рату 1941. године приликом напада Сила Осовине под вођством Трећег Рајха на Краљевину Југославију, отпочели су албански напади на српска насељеничка села, који су настављени након окупације, пре свега у Дреници и Метохији, у околини Ораховца, Ђаковице и Пећи. Нападнута је и Србица, где се налазило око две стотине насељеничких породица које су побегле из унутрашњости Дренице. Од априла до јула 1941. била је спаљена већина насељеничких села у Метохији и Дреници, сем насеља Витомирице и Добруше, која су спаљена у јесен 1941. године. Албанци су у Пећи напали касарну Југословенске војске где су дочекани плотунима, али је немачка јединица из Косовске Митровице докрајчила отпор војника.
Притисак на српско становништво на територији Косова и Метохије, од стране албанских политичких представника, оружаних формација и појединаца отпочео је непосредно по уласку немачких, италијанских и бугарских окупационих трупа у Југославију. Прве жртве албанског терора били су колонисти насељени између два светска рата. Бројне породице биле су без хранилаца и одраслих мушкараца, који су у Априлском рату пали у заробљеништво или се из других разлога још нису вратили својим кућама. Међу избеглима је било и много мајки са више деце, које су бацале децу у Бистрицу, јер нису могле да издрже напоре. Колоне српских избеглица које су биле принуђене да напуштају своје куће и имања, кретале су се у три смера: Руговском клисуром, преко Чакора у Црну Гору, друга на југ Србије, у Топлицу и Јабланицу и трећа преко Косовске Митровице, Ибарском долином у Краљево, Крагујевац, Чачак и друга места у Шумадији и Западној Србији. Многи су се задржавали на Косову и Метохији, у градовима, општинским средиштима.

## Пећка префектура
На првим манифестацијама у част доласка окупаторске војске у Пећи на улици су од стране Албанаца убијени Вуко Новаковић, Михајло Каровић, Вукадин Микетић и Рако Јокић. Тих дана је у Пећи убијено још 14, а у околини око 30 Срба. До 31. маја у пећком срезу спаљена су и опљачкана насељеничка села Бокшићи, Милићевићи, Долово, Дреновац, Горњи Петрич, Клинчина, Сврхе, Доњи Петрич, Љешани и Главичица. У Гораждевцу, код Пећи, су убијени док су обрађивали имање Милутин Јеремић, Миљко Јеремић, Стеван Радовић и Грујица Бобичић. Приликом претреса села убијени су Панто Портић и у својој кући Милан Манојловић. У Дубовику, код Пећи, насељеници су пружили отпор Албанцима. У борби су погинули Милош Вуковић и Милорад Лабовић. Бело Поље код Пећи, су убијена два Србина: Илија Грбановић и Милош Баћевић. Чим су се Италијани повукли, вулнетари су почели пљачку. Мушкарци, старији од 13 година, протерани су у збег, у Пећку патријаршију, а сва летина им је одузета. За време пљачке убијен је Нико Пеловић, а нешто касније и Михајло Грбановић. Спаљени су и Добруша, Дубрава, Љубово, Суви Лукавац, Укча, Ракош, Белица, Тучеп, Осојане, Бича, Берковац, Верић, Шаљиновица и друга. Ђураковац је нападан у више наврата. У главичкој општини убијени су Милован Балевић из Горњег Петрича, Милић Јанковић из Доњег Петрича, Благо Орловић из Горњег Петрича. У Дреновцу су убијени Живко и Добривоје Јовановић, Петар Златић и Јован Красић. У Долову су убијени Живко и Петар Гарић. У Дугоњиву убијени су Јован Рашковић, Сташа и Петар Сташић.

## Призренска префектура
У Призрену првих дана окупације убијена су браћа Владимир и Љубомир Марјановић, студенти права, и Милић Поповић, пензионер, заклани су Манојло Јовановић, лончар, и Андрија Фишић, самарџија.
У Великој Хочи живело је почетком априла 1941. око 200 српских породица. Првих дана окупације убијени су Благоје Стојковић, Душан Вуковић и Симо Триван. У селу Зрзе убијени су Иван Најдановић, Обрад Кривошијанин и Дане Митровић. У Топличанима, код Суве Реке старца Арсенију Илића убили су после мучења, а након тога набили су му главу на колац и носили кроз село. Бајрам Ука је у суворечком крају убио у лето 1941. два Србина који су косили ливаду. Почетком маја 1941. Добруша код Пећи, нападнута је од јаких вулнетарских снага. Село је опљачкано и спаљено, становништво се повукло, према Витомирици и према Ђураковцу. Међу мештанима је било четворо мртвих Душан Милић, Петар Ковачевић, Неда Радоњић и Стевка Калуђеровић.
Албанци су предвођени Јусуфом и Мехметом Градицом, 18. априла напали су Србицу, у којој се налазило око 200 насељеничких породица избеглих из унутрашњости Дренице. Вулнетари су почетком маја упали у Глоговац. Спалили су 109 српских кућа, од 120, са црквом. Бунаре су затрпали, а гробља оскрнавили. Слично су се понашали и у Крајкову, у коме је било 12 насељеничких кућа. Коморане, које је имало 57 српских домова, спаљено је, а приликом протеривања убијени су: Јошо Кукољ, Перо и Душан Родић и Ђуро и Симо Триван. У Бивољаку су све куће опљачкане, породице протеране, а убијени су: Анђелко, Миливоје, Миленко, Петар и Милица Миленковић са малим дететом у рукама. Током лета почело је опште протеривање насељеника из више дреничких села. Протеривањима су претходила или су била праћена многим убиствима. У Воћњаку, убијени су Глигорије Јоксимовић, Вукоман Мартиновић и Обрад Јевтић. У породицама које су се задржале у Србици, било је такође више убијених. У својим кућама убијени су Петар Миловић, Игор Котлајић, Павле Бурић, Никола Ђилас, а на путу за Косовску Митровицу Вука Самарџића и учитеља Милића Вујисића. У селу Краљици убијени су Благота Рогановић, Драги Марковић и Мирко Поповац. У Ћирезу су убијена два брата Шакића, а у Новом Пољанцу Драгиша Радовић, док је Арсеније Радовић умро под батинама. У околини Ораховца и Ђаковице, терор је почео ноћним пуцњавама на насељеничка села, како би се становништво заплашило, а затим се прешло на на паљевине кућа и убијања. Село Лозица, код Ораховца, нападнуто је већ 7. априла, а у следећа два дана нападнуто је и село Ђиновце. Свим насељеницима у селу Кпуз, у пећком срезу Албанци су 7. априла наредили да се одмах иселе.
У ђаковичком срезу је до јуна убијено 155 Срба, насељеника. Село Накараде у ђаковичкој општини, у коме је живело 45 породица насељеника, већ у априлу, морали су да напусте сви становници. Албанци који су ушли рушили су куће, односили врата, прозоре, цреп и други употребљив грађевински материјал. Затрпани су бунари, посечени и уништени воћњаци. Такође је нападнуто и село Уиз, где је живело 11 породица насељеника. У Лубарди је убијено око 50 Срба и срушена православна црква. У селу Раставица убијено је око 150 Срба и срушена црква. У дечанској општини убијено је и бачено у Бистрицу око 200 Срба, највише жена и деце. Бројни злочини извршени су у општини Јуник у којој је убијено око 400 Срба и разрушена црква у селу Пацају. У околини Ђаковице, на мосту на реци Еренику, Албанци су сачекивали избеглице из подримског среза и убијали их. Док се колона избеглица из општина Јуник и Поношевац кретала ка Пећи, пуцали су на голоруке људе и на децу.  У селу Горњи Битеш, код Ђаковице, средином априла убијени су Мираш Стијовић, Миливоје Вукашиновић, Саво Радуловић и његов дванаестогодишњи син Димитрије. Убијени су остали несахрањени, пошто су остали насељеници са породицама морали одмах да напусте село. Више хиљада вулнетара и жандарма напали су Ибарски Колашин 30. септембра. Напад је почео из Метохије и село Бања је било прво на удару. Вулнетари су до 10. октобра спалили села Зупче, Јагњеница, Прелаз, Рујиште, Падине, Козарево, Кобиља Глава, Доње Вараге, Стрмац, Угљаре, Резала, Брњак, Крлигате, Дрен, Црепуља, Загуљ, Калудра, Јабука, Горњи Јасеновик, Ковачи, Чечево и Бања. Вулнетари су у Ибарском Колашину 1941. убили 150 људи.

## Приштинска префектура
У селу Прапаштица, код Подујева, 18. априла, неколико стотина наоружаних Албанаца напала је насељеничке куће. Из села су прогнали 53 породице. Две хиљаде наоружаних Албанаца упало је у исто време и у Ново Чикатово у грачаничком срезу и извршило пљачку. Спалили су све насељеничке куће и цркву.  Слично се догодило и са осталим насељеничким селима и срезовима Приштина, Подујево и Урошевац.
У јуну су у затвору префектуре у Приштини нађени лешеви петорице Срба сељака, који су под батинама умрли. Након тога су убијени и Спира Каракушевић, часовничар и др Никола Радојевић, лекар, обојица из Приштине. Убиства Срба у Урошевцу и непосредној околини отпочела су у време прикупљања жетве. Убијени су Срећко и Урош Марговић, из села Дугањева. Обојица су били пошли у шуму у близини села ради сече дрва, Албанци из њиховог села пошли су за њима и убили их пушчаним мецима из заседе.
У вучитрнском срезу, у Чичавици убијени су Вукашин и Божо Бешић и Богић Распоповић са сином Чедомиром. Остали мештани су пребегли у Србију. У селу Танкосић, убијени су Стана Крстић, Никола Крстић, Велимир Јовановић, Мирко Цветковић. У Српском Бабушу и околини у јулу је убијено око 20 Срба. У октобру је убијен Никола Рунић. Радовану Вукајловићу су 1. новембра жицом ископали очи и потом га разапели између два дрвета. У новембру приликом напада на кућу Радована Пауновића, Албанци су одвели двадесетогодишњег Рајка Пауновића, кога су набили живог на колац. На сличан начин убијен је и Раде Огњеновић. На подручју Липљана настрадало је црногорско насељеничко село Кривово у првим данима после капитулације југословенских трупа. Почетком маја пре доласка италијанске војске, оружани одреди састављени од новоформиране албанске жандармерије и нередовних наоружаних група, напали су село. У току напада убијени су Станко Паповић, са дететом, Мићо, Михајло и Миливој Савићевић, Новак Савићевић и његови синови Мијушко, Јефто и Радоје, Пеко Ковачевић, Милун и Мидо Безмаревић. Мештани су били принуђени да избегну у веће насељеничко село Врело пред нападима вулнетара.
Српско становништво је такође протерано из села Доње Гадимље, Маревци, Бандулић, Велика Добрања, Челопек, Бадовац, Ариљача, Слатина, Мухаџер Бабуш. Расељена су и Магура, Српски Вршевац, Крушевац и Мазгит. У насељеничком селу Потуровци, у коме је било двадесетак кућа, убијени су Стеван Угарковић и његов син Никола. Већина Срба из овог села избегла је за Липљан и Суви До. Срби су убијани и у Новом Селу, Златару, Сушици, Грачаници, Словињу, Доњој Гуштерици, Обилићу, Крушевцу, Врелу.
У делу Косова под немачком управом такође су прво нападани насељеници који су прогањани, пљачкани, убијани. У Косовској Митровици такође је владало тешко стање за Србе. Прва убиства Срба десила су се 20. априла, у лапском и вучитрнском срезу и косовско – митровачком округу. У Шипољу код Косовске Митровице, 11. маја убијени су Вукашин Тренкић, шумар, и Марко Вавић, земљорадник, насељен у Врбници. Милош Шаровић је убијен у августу. У Прилужју је 14. јуна заклано 8 Срба. До краја 1941. спаљена су или порушена насељеничка села Шипоље, Херцегово, Ошљане, Балинац. У насељеничке куће усељавали су се Албанци из Дренице, као и досељеници из Албаније. Куће које су остале неусељене биле су срушене. У Липовици, код Бањске, у октобру су вулнетари убили четири угледна домаћина, староседеоца, браћу Миладина и Живка Радовановића и њихове рођаке Крста и Ратка, такође Радовановић. Убијен је радник на железници, Живојин Ристић од стране брата Бислима Бајгоре. Абит Дедиња убио је Мату Грубача кафеџију из Старог Трга.
Свечани скупови албанског становништва у част окупатора коришћени су за убиства Срба, у облику линча. Сакупљање оружја такође је коришћено за терор, тортуру и злостављање Срба. Отмице и силовања српских девојака и жена била је честа појава. Из Главичице у пећком срезу, одведена је Петкана Микић, жена Славка Микића, кога су претходно Албанци – Руговци убили на путу. Одведена је и Мирка Орловић, девојка, кћи Јаће Орловића, земљорадника из Горњег Петрича. Мирку Орловић узели су Албанци из Доњег Петрича. Петкану Микић одузели су и задржали Албанци из села Црмљане у ђаковичком срезу. Било је случајева отмице и киднаповања деце, чији су родитељи уцењивани да новцем плате слободу своје деце. Од средине 1941, нарочито од јула, у италијанском окупационом подручју спроводиле су се појединачне и масовне интернације Срба и Црногораца, који су били отпремљени у логоре у Албанији и Италији. Срби и Црногорци упућивани су у Албанију и на принудни рад.
Италијани су уз помоћ Албанаца спроводили мобилизацију Срба у албанску војску. Бугари су у својој зони, терали Србе да кулуче на путевима и интернирали у радне логоре у Бугарској. У косовскомитровачком округу Срби су такође упућивани на присилни рад.  Комесаријат за избеглице и пресељенике српске владе у Београду регистровао је да је из округа Косовска Митровица било око 20.000 избеглица. Из среза Приштина било је 10.000 избеглица, среза Урошевац такође 10.000, и среза Пећ од 20.000 до 30.000 избеглица, укупно око 70.000 избеглица са територије Косова и Метохије коју је држала Италија. Највећи део регистрованих избеглица избегао је у Србију 1941. Највећи број убијених цивила, Срба и Црногораца, у току 1941. страдао је од стране наоружаних Албанаца у појединачним убиствима на кућном прагу, на њиви, путу, из заседе. Многи од убијених били су мучени и масакрирани.
Са Косова је у периоду 1941 – 1944. исељено око 100.000 људи, укључујући подручја Нови Пазар, Косовска Митровица, Вучитрн, Подујево. Принудно напуштање Срба са Косова може се пратити у континуитету 1941 – 1944. године, само што је некада било интензивније а некада слабије. Албанци су паљевинама, пљачком и убиствима подстицали страх, као покретач исељавања. Избеглице са Косова и Метохије склањале су се у ивичне области среза Куршумлија и у Рашкој. Најгоре су пролазиле избеглице из косовскомитровачког округа, јер им је недићева власт ускраћивала помоћ зато што нису имали статус избеглица, будући да је Косовскомитровачки округ био у саставу Србије са посебним режимом и немачким надзором. Тачан број избеглица са Косова и Метохије готово да је немогуће утврдити, јер се многе нису пријављивале органима власти и избегличким одборима, остајале су ван евиденције, а због формалног припадања Косовскомитровачког округа Србији избеглице са тог подручја нису као такве третиране. За сада је утврђено да се почетком 1942. у Рашкој налазило око 40.000 Срба избеглица, на територији среза Куршумлија око 10.000, а у Лебану око 10.000.
Албанци су смишљено ишли на то да прогоном српског живља створе етнички чисту област. Насупрот овом принудном „пражњењу” области од Срба и Црногораца, почев од првих дана окупације, текао је супротан процес којим се мењала етничка структура Косова и Метохије, рушењем граница између Југославије и Албаније после војног пораза, а поготову стварања Велике Албаније. У том периоду на Косово су стигле на десетине хиљада Албанаца који нису били југословенски држављани, што је са првим процесом допуњавало насилно мењање етничке слике које ће се после рата наставити актима и политиком нових послератних власти.